# Los Comprometidos

Logo de cuando se denominaba Centre Démocrate Humaniste.

Los Comprometidos (LE;  en francés: Les Engagés) es un partido político francófono humanista y demócrata cristiano de Bélgica. Hasta 2002, el partido era conocido como Partido Social Cristiano (PSC; en francés: Parti Social Chrétien) y desde 2002 hasta 2022 era conocido como Centro Democrático Humanista (CDH; en francés: Centre Démocrate Humaniste). LE actualmente no participa en ningún gobierno.

## Historia
El PSC fue fundado oficialmente en 1972. La fundación fue el resultado de la división del Partido Social Cristiano Unitario / Partido Popular Cristiano (PSC-CVP) en el partido de habla neerlandesa Partido Demócrata-Cristiano Flamenco (CVP) y el de habla francesa Partido Social Cristiano (PSC), tras el aumento de las tensiones lingüísticas después de la crisis en la Universidad de Lovaina en 1968. 
El PSC obtiene malos resultados en las elecciones de 1999, tras varios grandes escándalos, como la fuga de Marc Dutroux y el descubrimiento de dioxina en pollos (el PSC es un socio de coalición en el gobierno de Jean-Luc Dehaene ). El descenso en las votaciones también se explica por la disminución de la adhesión al catolicismo. El PSC se queda en la oposición en todos los niveles de gobierno, y comienza un proceso de reforma interna. En 2001 se da una nueva carta de principios, la Carta Democrática de Humanismo, adoptada en 2002 como su nueva constitución, con su nuevo nombre, Centro Democrático Humanista (CDH). 
En las elecciones de 2003 el CDH no obtuvo mejores resultados electorales y todavía sigue en la oposición. Después de las elecciones regionales de 2004, regresa al poder en Bruselas, en la Región Valona y en la Comunidad de Habla francesa (junto con el Partido Socialista y Ecolo en Bruselas y con el Partido Socialista en la Región Valona y la Comunidad Francesa). La presidenta del partido es entonces Joëlle Milquet.
En las elecciones generales del 10 de junio de 2007, el partido ganó 10 de los 150 escaños en la Cámara de Representantes y 2 de 40 en el Senado.

## Resultados electorales

### Elecciones federales
| Año  | Votos         | %     | Resultado | +/-         | Gobierno  |
| ---- | ------------- | ----- | --------- | ----------- | --------- |
| 1971 | 327.393 (#6)  | 6,20  | 15/212    |             | Coalición |
| 1974 | 478.209 (#5)  | 9,09  | 22/212    | 7           | Coalición |
| 1977 | 406.694 (#6)  | 7,29  | 24/212    | 2           | Coalición |
| 1978 | 560.440 (#5)  | 10,12 | 25/212    | 1           | Coalición |
| 1981 | 390.896 (#7)  | 6,49  | 18/212    | 7           | Coalición |
| 1985 | 482.254 (#6)  | 7,95  | 20/212    | 2           | Coalición |
| 1987 | 491.908 (#7)  | 8,00  | 19/212    | 1           | Coalición |
| 1991 | 476.730 (#6)  | 7,70  | 18/212    | 1           | Coalición |
| 1995 | 469.101 (#7)  | 7,70  | 12/150    | 6           | Coalición |
| 1999 | 365.318 (#9)  | 5,88  | 10/150    | 2           | Oposición |
| 2003 | 359.660 (#7)  | 5,48  | 8/150     | 2           | Oposición |
| 2007 | 404.077 (#7)  | 6,06  | 10/150    | 2           | Coalición |
| 2010 | 360.441 (#8)  | 5,53  | 9/150     | 1           | Coalición |
| 2014 | 336.281 (#8)  | 4,99  | 9/150     | Sin cambios | Oposición |
| 2019 | 250.861 (#11) | 3,70  | 5/150     | 4           | Oposición |
| 2024 | 472.755 (#8)  | 6,77  | 14/150    | 9           | Coalición |

### Elecciones al Parlamento de Valonia
| Año  | Votos        | %     | Resultado | +/-         | Gobierno  |
| ---- | ------------ | ----- | --------- | ----------- | --------- |
| 1995 | 407.741 (#3) | 21,56 | 16/75     |             | Coalición |
| 1999 | 347.348 (#4) | 17,62 | 14/75     | 2           | Oposición |
| 2004 | 347.348 (#3) | 17,62 | 14/75     | Sin cambios | Coalición |
| 2009 | 323.952 (#4) | 16,14 | 13/75     | 1           | Coalición |
| 2014 | 310.513 (#3) | 15,17 | 13/75     | Sin cambios | Coalición |
| 2019 | 223.775 (#4) | 11,00 | 10/75     | 3           | Oposición |
| 2024 | 427.167 (#3) | 20,65 | 17/75     | 7           | Coalición |

### Elecciones al Parlamento de Bruselas-Capital
| Año  | Votos       | %     | Resultado | +/- | Gobierno  |
| ---- | ----------- | ----- | --------- | --- | --------- |
| 1989 | 51.904 (#4) | 11,85 | 9/75      |     | Coalición |
| 1995 | 38.244 (#3) | 9,26  | 7/75      | 2   | Oposición |
| 1999 | 33.815 (#4) | 6,21  | 6/75      | 1   | Oposición |
| 2004 | 55.078 (#3) | 12,13 | 10/89     | 4   | Coalición |
| 2009 | 60.527 (#4) | 12,48 | 11/89     | 1   | Coalición |
| 2014 | 48.021 (#4) | 9,82  | 9/89      | 2   | Coalición |
| 2019 | 29.436 (#6) | 6,42  | 6/89      | 3   | Oposición |
| 2024 | 41.640 (#4) | 8,86  | 8/89      | 2   |           |